# Estación de Laigneville
La estación de Laigneville es una estación ferroviaria francesa, de la línea férrea París-Lille, situada en la comuna de Laigneville, en el departamento de Oise. Por ella transitan únicamente trenes regionales.

## Situación ferroviaria
La estación se encuentra en el punto kilométrico 54,147 de la línea férrea París-Lille. 

## Historia
Fue inaugurada el 28 de agosto de 1892 por parte de la Compañía de Ferrocarriles del Norte. Inicialmente se abrió únicamente un pequeño apeadero que fue convertido en estación en 1904. En 1937, la estación pasó a ser explotada a por la SNCF. En la actualidad vuelve a tener la condición de apeadero dado su escaso uso.

## La estación
Esta pequeño apeadero se compone de dos vías y de dos andenes laterales. Apenas dispone de dos pequeños refugios para los viajeros que deben cruzar las vías a nivel si quieren cambiar de andén. Tampoco posee atención comercial. 

## Servicios ferroviarios

### Regionales
Por la estación transitan trenes TER que unen París con el norte de Francia:
- Línea Amiens - París.